# STS-61F
STS-61F — планировавшийся двадцать седьмой космический полёт Спейс шаттла и одиннадцатый полёт шаттла Челленджер с солнечным зондом Улисс в грузовом отсеке. Старт миссии планировался на 15 мая 1986 года, но был отменён после катастрофы шаттла Челленджер.

## Экипаж
|      | Астронавт       | Полёт                                 | Позиция             |
| ---- | --------------- | ------------------------------------- | ------------------- |
| НАСА | Фредерик Х.Хаук | 3-й                                   | Командир            |
| НАСА | Рой Д. Бриджес  | 2-й (STS 51-F его единственный полёт) | Пилот               |
| НАСА | Дэвид К.Хилмерс | 2-й                                   | Специалист миссии-2 |
| НАСА | Джон М.Лаундж   | 2-й                                   | Специалист миссии-1 |

После катастрофы Челленджера большая часть экипажа (за исключением Бриджеса, который покинул НАСА в 1986 году) полетит в составе миссии STS-26. Ричард Кови заменил Роя Бриджеса, а к команде был добавлен третий специалист по полётам Джордж Нельсон.

## Задача миссии
Основной задачей миссии являлось развёртывание солнечного зонда Улисс, который должен был отправиться к Юпитеру и использовать его в качестве гравитационной рогатки для вывода на полярную орбиту Солнца. Эта миссия ознаменовала бы первое использование разгонного блока Centaur-G, который также планировался к использованию в миссии STS-61G для отправки аппарата Галилео на орбиту Юпитера.
Из-за использования Centaur-G эта миссия считалась одной из самых опасных планировавшихся полётов космических шаттлов, а астронавт Джон Янг назвал оба полёта полётами «Звезды Смерти».
В итоге аппарат Улисс был запущен в рамках миссии STS-41 на шаттле Дискавери 6 октября 1990 года.